# Gosbert Müller
Gosbert Müller (* 1. Februar 1934 in Würzburg; † 2. August 2024) war ein deutscher Kriminalbeamter.

## Werdegang
Müller schloss seine Ausbildung als Diplom-Verwaltungswirt (FH) ab und trat 1952 in den Polizeidienst ein. Vor seiner Pensionierung 1994 war er Landeskriminaldirektor in Baden-Württemberg. Anschließend war er von 1994 bis 2009 Vorsitzender der Opferschutzorganisation Weißer Ring in Baden-Württemberg. Er war 2001 Gründungsmitglied der Landesstiftung Opferschutz und gehörte von 2001 bis 2010 dem Vorstand und dem Zuwendungsausschuss der Stiftung an.
Er war während seiner Amtszeit Mitglied der Fachkommission Zwangsheirat und wirkte an der Erstellung der Nachhaltigkeitsstrategie des Landes Baden-Württemberg mit.

## Ehrungen
- Bundesverdienstkreuz am Bande (9. Februar 1994)[2]
- Verdienstorden des Landes Baden-Württemberg (2010)